# Concert per a violí núm. 2 (Prokófiev)
El Concert per a violí núm. 2 en sol menor, op. 63, escrit el 1935 per Serguei Prokófiev. Va ser estrenat l'1 de desembre de 1935 al Teatro Monumental de Madrid, pel violinista francès Robert Soetens i l'⁣Orquesta Simfònica de Madrid, dirigida per Enrique Fernández Arbós.
És una obra en tres moviments:
1. Allegro moderato
2. Andante assai
3. Allegro, ben marcato

Prokófiev la va escriure després de la primera interpretació, per part de Soetens i Samuel Dushkin, de la seva Sonata per a dos violins, que li va agradar molt. Recentment, Ígor Stravinski havia escrit un concert per a Dushkin, així que Prokófiev va fer el mateix per a Soetens. Prokófiev estava de gira de concerts amb Soetens mentre treballava en el concert, i més tard va escriure: "el nombre de llocs on vaig escriure el Concert mostra el tipus de vida nòmada de gira de concerts que portava llavors. El tema principal del primer moviment va ser escrit a París, el primer tema del segon moviment a Voronej, l'orquestració es va acabar a Bakú i l'estrena es va fer a Madrid".

Les dues primeres interpretacions britàniques del concert van ser de nou amb Soetens: el 1936 sota la direcció de Sir Henry J. Wood, i el 1938, sota la direcció del compositor. Soetens va interpretar l'obra moltes vegades, arreu del món, i va concloure amb l'estrena a Sud-àfrica el 1972, quan tenia 75 anys (va continuar actuant en públic fins als 95 anys i va morir el 1997, a 100 anys).
El concert és més convencional que les primeres composicions atrevides del compositor. Comença amb una senzilla melodia de violí relacionada amb la música folklòrica tradicional russa. La graciosa melodia del violí flueix al llarg de tot el segon moviment i acaba amb el tema inicial del violí que reapareix en el registre greu i ombrívol de l'orquestra, ara acompanyat pel violí solista. El tema del rondó del tercer moviment té un toc d'Espanya, amb el so de les castanyoles cada vegada que apareix el tema.
A part del violí sol, el concert està compost per a una orquestra de mida moderada que inclou dues flautes, dos oboès, dos clarinets, dos fagots, dues trompes, dues trompetes, caixa, bombo, castanyoles, címbals, triangle i cordes.